# Bola de Nieve (cantante)
Ignacio Jacinto Villa Fernández (Guanabacoa, Cuba, 11 de septiembre de 1911-Ciudad de México, 2 de octubre de 1971), más conocido por su nombre artístico Bola de Nieve, fue un pianista,  compositor y cantante cubano.

## Nacimiento y primeros años de vida
Los padres de Ignacio Villa fueron Inés Fernández, ama de casa, y Domingo Villa, cocinero de una fonda. Ignacio tuvo doce hermanos y aunque las condiciones económicas en que vivían no fueron las más favorables, sí participaban en el ambiente festivo criollo de la villa, lo cual marcó la personalidad creadora, la bohemia y la alegría del artista.
Se matriculó en el Conservatorio Mateu a los ocho años y en 1923 comenzó a estudiar solfeo y teoría musical. Su aspiración era ser doctor en Pedagogía y en Filosofía y Letras, pero cuando se matriculó en 1927 en la Academia Normal para Maestros, la crisis que provocó el gobierno de Gerardo Machado le hizo dedicarse a la música para vivir.
Tomó elementos rítmicos y la manera tan particular de acompañarse al piano de los discos de la pianista cubana María Cervantes (1885-1981) ―su mayor y verdadera influencia, dicen especialistas―.

## Origen de su apodo
Los orígenes de su apodo se dividen en dos opiniones. Para muchos, lo ideó Rita Montaner en una noche de espectáculo en el habanero Hotel Sevilla en 1930 o 1931, cuando la acompañaba al piano en "El manisero" y "Siboney". Para otros, como el periodista Fernando Campoamor, fue idea de un médico del barrio, Carlos Guerrero. Las historias populares cuentan que a Ignacio le molestaba el apodo, ya en la época en que aún no era famoso, cuando en su barrio esperaba ante el Teatro Carral para sustituir al pianista de la función cuando este faltaba, o bien para acompañar los filmes mudos que por entonces allí se proyectaban. Los muchachos del barrio, en burla, lo llamaban por los motes de "Bola de Fango" y "Bola de Trapo". No obstante fue realmente Rita Montaner quien hizo popular el apodo, que se vio por primera vez escrito en público en México, cuando la cantante hizo que pusieran en el cartel de presentación: "Rita Montaner y Bola de Nieve".

## Vida profesional

### Inicios en México
A finales de 1929 se presentó como aficionado en un espectáculo en el Teatro Nacional de Cuba imitando al alemán José Bohr, pero no tuvo un gran éxito. 
Su primer contrato como profesional fue con la banda de Gilberto Valdés, que tocaba en el cabaret La Verbena en Marianao. Una noche de presentación en 1933 en La Habana, en el bar Biltmore del hotel Sevilla, Rita Montaner quedó impresionada con su música, tanto que lo contrató como acompañante. Partieron entonces para México y allí, ante las 4000 personas que llenaban el Politeama, improvisó "Tú no sabe inglé, Vito Manué" (de Eliseo Grenet y Nicolás Guillén), sustituyendo a la artista que debía interpretarlo, es decir, la misma Rita Montaner. Su éxito fue enorme y desde entonces, aunque la Montaner había regresado a Cuba en el mismo 1933, continuó tocando en lugares como los teatros Principal, Lírico y Cine Máximo. En este último tocó por primera vez con el pródigo Ernesto Lecuona, quien se convirtió en su asiduo espectador y llegó a convencerle de que retornara a su Cuba natal, a tocar el piano para el público cubano.

### Éxito en La Habana y en escenarios internacionales
Al llegar a La Habana tocó junto a Lecuona en el teatro Principal temas compuestos por este, como "El cabildo de María la O" y "Como arrullo de palmas". Continuó en una gira por la isla y en 1936, como parte del elenco del compositor que lo había lanzado en Cuba, paseó su arte por toda América Latina, Estados Unidos, Europa, Rusia, China, Corea, además de participar en algunas grabaciones con ellos...  Compartió escenario con grandes artistas, como la española Conchita Piquer; Teddy Wilson, Art Dayton y Lena Horne en Filadelfia; Ary Barroso y Dorival Caymmi en Brasil; la cubana Esther Borja; la argentina Libertad Lamarque...
La primera ocasión en que cantó exclusivamente composiciones de su autoría fue en la ciudad de Matanzas, donde interpretó temas como "Carlota 'ta morí". "Mamá Inés" del compositor Eliseo Grenet Sánchez gozó de gran éxito. En 1950 se inició en la cadena de radio cubana CMQ "El gran show de Bola de Nieve", en el que cantaba acompañado por una orquesta e invitaba a artistas nacionales e internacionales de renombre. El triunfo de la Revolución Cubana en 1959 no disminuyó su actividad y nada se le impidió, incluso ofreció conciertos gratuitos. Aun prudente en temas políticos, simpatizó con la revolución y continuó dedicándose a su arte y a expandir la música cubana por el mundo.
En 1965 el restaurante Monseñor del centro de la capital cubana fue reparado y convertido en el Chez Bola. Este sitio se convirtió en habitual para sus actuaciones y le permitía estar más cerca del público. Bola de Nieve cantaba principalmente en español y, cuando se le preguntaba por su nacionalidad, siempre se definía como latinoamericano, aunque también interpretó numerosas canciones en inglés, francés, italiano, catalán y portugués.
Visitó Argentina en 1937 y actuó en LR1 Radio El Mundo de Buenos Aires.

## Muerte
Bola de Nieve padecía de diabetes y asma y en enero de 1969 se le descubrió una cardiopatía arterioesclerótica. A pesar de un infarto que sufrió en 1970, declaraba "los trastornos que me está ocasionando la diabetes no me incapacitan para continuar martirizando al piano y a mi público". Su última actuación fue el 20 de agosto de 1971 en el teatro Amadeo Roldán, durante un homenaje a Rita Montaner. Apareció en la televisión por última vez en el programa musical "Álbum de Cuba", un día después de haber cumplido 60 años. Chabuca Granda junto a amigos y admiradores le preparaban un homenaje en Perú y, antes de partir, concedió una entrevista en Radio Habana Cuba que sería la última. Falleció en Ciudad de México durante una visita a México.

## Discografía
Cristóbal Díaz-Ayala, en su Cuba Canta y Baila; Enciclopedia Discográfica de la Música Cubana 1925-1960, volumen 2, recoge una amplia discografía de Bola de Nieve.
La primera grabación que consta en Cuba Canta y Baila es el bolero "No dejes que te olvide", de Ignacio Villa, editado en el disco de 78rpm Peerless 903, y grabado en México en 1933. La siguiente grabación que consta en Cuba Canta y Baila es la canción, también de Ignacio Villa, "Tú me has de querer", grabada el 12 de junio de 1940 en México, para la RCA Victor argentina, matriz BAVE-039550, y editado en el disco Victor 83553. En esta canción le acompaña Pedro Vargas.
No hay más noticias de grabaciones hasta otoño de 1947, cuando grabó al menos cuatro discos de 78rpm para la Cía. del Gramófono-Odeón en Barcelona, editados bajo el sello La Voz de su Amo, en su serie popular GY-, durante 1948 y 1949. Estas ocho grabaciones, registradas (y audibles) en el archivo de la Biblioteca Digital Hispánica, de la Biblioteca Nacional de España, tienen los números de matriz seguidos 0KA-1182 a 1189, y fueron combinadas y editadas en los siguientes discos mencionados:
- GY-736 (0KA-1186/9) Mi chinita se fue : bolero con refrán cantado (Ignacio Villa) // El dulcero : pregón rumba con refrán cantado (E. Lecuona).
- (GY-750: Si me pudieras querer/Mesié Julián; falta confirmar más discos).

El primer disco de Bola de Nieve fue un LP que se lanzó en 1953 bajo el sello de RCA Víctor Mexicana, con arreglos y orquestación de José Sabre Marroquín. En él interpretó composiciones de María Grever, Vicente Garrido, Adolfo Guzmán y del propio Bola.
A finales de la década del 50 la firma española Montilla, durante una gira a través de Europa, le propuso grabar su segundo LP, Bola de Nieve con su piano que contenía solamente composiciones de autores cubanos.
En la siguiente década grabó en Cuba bajo los sellos Egrem y RCA Víctor Cubana. A principios de los setenta, transitó dentro del mercado mexicano el disco El inolvidable Bola de Nieve, en el que, entre otras canciones, había una que numerosas fuentes atribuyen erróneamente a John Lennon: "Es tan difícil". 
En realidad Bola de Nieve grabó el tema "Es tan difícil", compuesto por él mismo, en mayo de 1960. Once años después apareció el sencillo de "Imagine" que en algunos mercados hispanoamericanos fue traducida en la galleta como "Imagínate". En su cara B llevaba el tema "It's So Hard", traducido a su vez en la galleta del disco como "Es tan difícil", lo que ha ayudado a crear la confusión.  
En 1980 la discográfica mexicana Discos Fotón editó los LP y casetes Bola de Nieve 1 y Bola de Nieve 2 con grabaciones originales colectadas en Cuba por el productor argentino-mexicano Modesto López.
En 1994 la casa de discos catalana Discmedi lanzó un disco compacto titulado Show de Bola de Nieve, con grabaciones hechas en directo. La también española Nuevos Medios lanzó la recopilación Bola de Nieve, primero en vinilo (1982) y más tarde en CD (1990) bajo el título de Bola de Nieve. Las grandes canciones del genial artista cubano y en 2003 en una reedición ampliada con el añadido de La vie en rose no incluida en la anterior edición CD.
Las realizaciones de Discos Fotón han sido reeditadas recientemente por Ediciones Pentagrama y añadieron dos temas que no se encontraban en el original. En esta ocasión, se presentan fotos de Bola de Nieve y Óscar Castro ilustrando la portada.
En algunas ediciones en CD de las grabaciones de los Lecuona Cuban Boys, aparece cantando y tocando el piano en algunas piezas.

## Filmografía
Actor
- Una mujer en la calle (1955) (como Bola de Nieve)
- Embrujo (1941) (como Bola de Nieve)
- Melodías de América (1941) (como Bola de Nieve)
- Adiós Buenos Aires (1938) (como Bola de Nieve)
- Madre querida (1935)

## Vida personal
Villa era homosexual. Nunca fue objeto de las persecuciones a los homosexuales frecuentes durante las primeras décadas del gobierno revolucionario; de hecho, apoyaba al gobierno socialista. Nunca se hizo pública su orientación sexual sino después de su muerte. El escritor Reinaldo Arenas, en su autobiografía "Antes que anochezca", lo menciona, así como le designa que "era el calestero del Partido Comunista", por su apoyo al gobierno.[cita requerida]